# クリスティン・ベル
クリスティン・アン・ベル（Kristen Anne Bell, 1980年7月18日 - ）は、アメリカ合衆国の女優。クリステン・ベルと表記されることもある。

## 生い立ちと家族
ミシガン州デトロイト郊外のハンティントン・ウッズで生まれる。両親はスコットランド及びポーランド系アメリカ人で父親のトムはテレビニュースのディレクター、母親のローレライは看護師。両親は彼女が2歳の時に離婚。その後、父親は再婚して2人の異母妹（サラ、ジョディ）が誕生する。母親も再婚し、ジョン・レイモンド、ローラ、マット、ミーガンを生んだ。母親からの遺伝で、右目が弱視である。ベルの話によれば、十分な睡眠をとらないとそれは悪化する。彼女はその右目を「ぐらぐらする」と表現している。
4歳の時にベルは自分の名前が好きではないと主張した。母親はその名前の代わりにミドルネームの「アン」で呼んだ。ベルは高校生まで「アニー」という名前を使用した。
バートン・エレメンタリー学校に通っていた。高校進学直前に彼女の両親は、彼女を公共学校組織から引き離すことを決め、ロイヤルウォーク近くのカトリック系の高校に転入した。そこで彼女は演劇と音楽と学び、『オズの魔法使い』 や『屋根の上のバイオリン弾き』などの舞台に出演。1998年に卒業した際にクラス投票により年間の「最高のルッキング・ガール」に選ばれた。
ベルが17歳の時に親友のジェニー・デリタが自動車事故で亡くなった。彼女とはデトロイトコミュニティ演劇の制作をしていた11歳の時に出会った。ベルは彼女の死が「私のこれまでの人生で起こった最悪の出来事」だと語っている。
高校卒業後にニューヨーク大学のTisch School of the Artsでミュージカル・シアターを学ぶ。大学進学と同時にニューヨーク市に引っ越した。

## 経歴

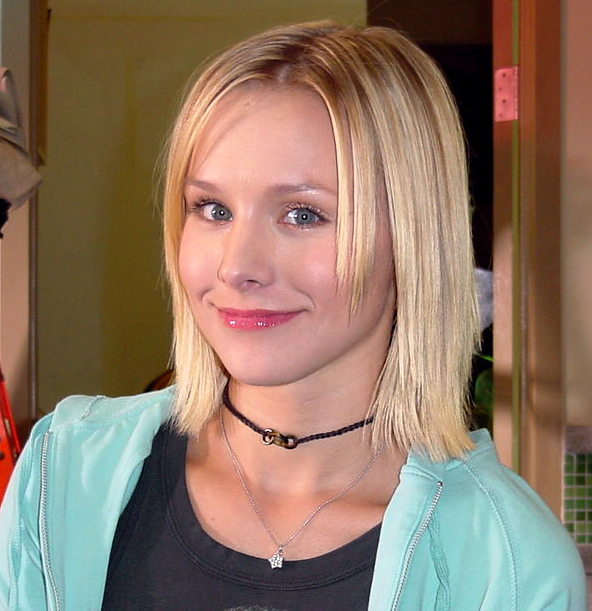
2004年

2001年に『トム・ソーヤの冒険』でブロードウェイデビューを果たす。同年には『プーティ・タン』の端役で映画デビューする。
2004年放送開始のテレビシリーズ『ヴェロニカ・マーズ』の主演ヴェロニカ・マーズ役に抜擢されブレイクする。この作品でティーン・チョイス・アワードなどの候補になり、サターン主演女優賞（テレビ部門）を受賞する。
2006年には黒澤清監督の『回路』をリメイクした『パルス』に主演。2007年には『HEROES』の出演や同年放送開始の『ゴシップガール』のナレーターを務めている。
ベルはまた、ブルックリンのエクスペリメンタル・ロックバンド「イェーセイヤー」の『Madder Red』のミュージック・ビデオにも出演している。

## 私生活
11歳の頃からベジタリアンであり、PETAから「世界でセクシーなベジタリアン」に選ばれたこともある。アイスホッケーのデトロイト・レッドウィングスのファン。
2008年アメリカ合衆国大統領選挙において彼女は民主党のバラク・オバマを支持した。選挙期間中に女優のラシダ・ジョーンズと共にミズーリにある大学を訪問し、有権者登録を促す為の講演を行った。全米脚本家組合ストライキにおいて彼女は全米脚本家組合の支持を表明し、2007年12月のインタビューで「脚本家は若干の公平さを模索している」と述べた。
2007年に5年間交際をした映画プロデューサーのケヴィン・マンと破局。現在は俳優のダックス・シェパードと交際、2010年1月に婚約。しかしながら同性愛結婚が合法化されるまでは結婚しないと語っている。2人の間に第一子が生まれる事が2012年11月に明らかになった。2013年3月に第一子の女児が生まれ
同性婚が認められるまで結婚はしないと宣言していたクリステン・ベルが、カリフォルニアで同性婚を認める法案が通過したことを受け、婚約者ダックス・シェパードに再びプロポーズし結婚。
2014年12月に第二子の女児が生まれた。
2015年、チャリティー団体Jhpiegoからヴィジョナリー・アワードを贈られる。

## 主な出演作品

### 映画
| 公開年 | 邦題 原題                                                                       | 役名                   | 備考              | 吹き替え                                 |
| ------ | ------------------------------------------------------------------------------- | ---------------------- | ----------------- | ---------------------------------------- |
| 1998   | 自由な女神たち Polish Wedding                                                   | 10代の少女             | クレジットなし    |                                          |
| 2001   | プーティ・タン Pootie Tang                                                      | レコード会社幹部の娘   | クレジットなし    |                                          |
| 2004   | 特捜刑事 スパルタン Spartan                                                     | ローラ・ニュートン     |                   |                                          |
| 2005   | 誘惑の囁き Deepwater                                                            | 看護婦ローリー         |                   |                                          |
| 2006   | パルス Pulse                                                                    | マティ                 |                   | 小林沙苗                                 |
| 2008   | 寝取られ男のラブ♂バカンス Forgetting Sarah Marshall                             | サラ・マーシャル       |                   | 中村千絵                                 |
| 2009   | ファンボーイズ Fanboys                                                          | ゾーイ                 |                   | 高口幸子                                 |
| 2009   | メグ・ライアンの 男と女の取扱説明書 Serious Moonlight                           | サラ                   |                   |                                          |
| 2009   | ATOM Astro Boy                                                                  | コーラ                 | 声の出演          | 林原めぐみ                               |
| 2009   | 南の島のリゾート式恋愛セラピー Couples Retreat                                  | シンシア               |                   | 渡辺ゆかり（ソフト版） 冠野智美（VOD版） |
| 2010   | みんな私に恋をする When in Rome                                                 | ベス                   |                   | 豊口めぐみ                               |
| 2010   | バーレスク Burlesque                                                            | ニッキー               |                   | 佐古真弓                                 |
| 2010   | 伝説のロックスター再生計画! Get Him to the Greek                                | サラ・マーシャル       |                   |                                          |
| 2011   | スクリーム4: ネクスト・ジェネレーション Scream 4                                | クロエ                 |                   |                                          |
| 2012   | 彼女はパートタイムトラベラー Safety Not Guaranteed                              | ベリンダ               |                   |                                          |
| 2012   | だれもがクジラを愛してる。 Big Miracle                                          | ジル・ジェラード       |                   | 榊原奈緒子                               |
| 2012   | HIT & RUN Hit and Run                                                           | アニー                 |                   |                                          |
| 2012   | ハッピーエンドが書けるまで Stuck in Love                                        | トリシア               |                   | 小若和郁那                               |
| 2013   | ムービー43 Movie 43                                                             | 偽のスーパーガール     |                   | 中上育実                                 |
| 2013   | アナと雪の女王 Frozen                                                           | アナ                   | 声の出演          | 神田沙也加 高梁碧（予告）                |
| 2014   | ヴェロニカ・マーズ ［ザ・ムービー］ Veronica Mars                               | ヴェロニカ・マーズ     | 兼製作            |                                          |
| 2015   | アナと雪の女王 エルサのサプライズ Frozen Fever                                  | アナ                   | 声の出演 短編映画 | 神田沙也加                               |
| 2016   | ズートピア Zootopia                                                             | プリシラ               | 声の出演          | 近藤唯                                   |
| 2016   | バッド・ママ Bad Moms                                                           | キキ                   |                   | 園崎未恵                                 |
| 2017   | チップス 白バイ野郎ジョン&パンチ再起動!? CHiPs                                  | カレン・ベイカー       |                   |                                          |
| 2017   | アナと雪の女王/家族の思い出 Olaf's Frozen Adventure                             | アナ                   | 声の出演          | 神田沙也加                               |
| 2018   | ティーン・タイタンズ・ゴー! トゥ・ザ・ムービーズ Teen Titans Go! to the Movies  | ジェイド・ウィルソン   | 声の出演          |                                          |
| 2018   | パパと娘のハネムーン Like Father                                                | レイチェル・ハミルトン |                   | 園崎未恵                                 |
| 2018   | シュガー・ラッシュ:オンライン Ralph Breaks the Internet                         | アナ                   | 声の出演          | 神田沙也加                               |
| 2019   | アナと雪の女王2 Frozen II                                                       | アナ                   | 声の出演          | 神田沙也加                               |
| 2020   | オラフの生まれた日 Once Upon a Snowman                                          | アナ                   | 声の出演 短編映画 | 神田沙也加                               |
| 2021   | クイーンピンズ Queenpins                                                        | コニー・カミンスキー   | 兼製作総指揮      |                                          |
| 2022   | はちゃめちゃウェディング ～世界一の迷惑家族～ The People We Hate at the Wedding | アリス                 |                   | 園崎未恵                                 |
| 2023   | パウ・パトロール ザ・マイティ・ムービー PAW Patrol: The Mighty Movie            | ジャネット             | 声の出演          | 中島沙樹                                 |
| 2023   | ワンス・アポン・ア・スタジオ -100年の思い出- Once Upon a Studio                 | アナ                   | 声の出演          | 清水理沙                                 |
| TBA    | Molly and the Moon                                                              | ケイト                 |                   |                                          |

### テレビ
| 放映年          | 邦題 原題                                                                                     | 役名                       | 備考                                                                       | 吹き替え     |
| --------------- | --------------------------------------------------------------------------------------------- | -------------------------- | -------------------------------------------------------------------------- | ------------ |
| 2003            | ザ・シールド ルール無用の警察バッジ The Shield                                                | ジェシカ                   | 第2シーズン第1話「新たなる敵」                                             |              |
| 2003            | エバーウッド 遥かなるコロラド Everwood                                                        | スティシー・ウィルソン     | 第2シーズン第2話「壁」                                                     |              |
| 2004            | デッドウッド 〜銃とSEXとワイルドタウン Deadwood                                               | フローラ・アンダーソン     | 計2話出演                                                                  |              |
| 2004-2007, 2019 | ヴェロニカ・マーズ Veronica Mars                                                              | ヴェロニカ・マーズ         | 計72話出演 兼製作総指揮（計8話）                                           | 弓場沙織     |
| 2007-2008       | HEROES Heroes                                                                                 | エル・ビショップ           | 計12話出演                                                                 | 中司優花     |
| 2007-2012       | ゴシップガール Gossip Girl                                                                    | ゴシップガール 本人役      | ナレーター（計121話） 第6シーズン第10話「ニューヨークより愛をこめて XOXO」 | たかはし智秋 |
| 2012            | バーニング・ラブ Burning Love                                                                 | マンディ                   | 計4話出演                                                                  |              |
| 2012            | Unsupervised                                                                                  | メーガン                   | 計13話出演                                                                 | N/A          |
| 2012-2013       | House of Lies                                                                                 | Jeannie Van Der Hooven     | 計24話出演                                                                 | N/A          |
| 2015            | ザ・シンプソンズ The Simpsons                                                                 | ハーパー                   | 声の出演 第27シーズン第6話「大金持ちの親友」                               |              |
| 2016            | LEGO アナと雪の女王 オーロラの輝き LEGO Frozen Northern Lights                                | アナ                       | 声の出演                                                                   | 神田沙也加   |
| 2016-2020       | グッド・プレイス The Good Place                                                               | エレノア・シェルストロップ | 計53話出演                                                                 | 世戸さおり   |
| 2019-2020       | Encore!                                                                                       | 本人 / ホスト              | 計12話出演 兼製作総指揮                                                    |              |
| 2020            | セントラル・パーク Central Park                                                               | モリー・ティラーマン       | 声の出演 計10話出演                                                        |              |
| 2021            | ゴシップガール Gossip Girl                                                                    | ゴシップガール             | ナレーター（計10話）                                                       | たかはし智秋 |
| 2021            | ザ・シンプソンズ The Simpsons                                                                 | マージ・シンプソン（歌声） | 声の出演 第33シーズン第1話「The Star of the Backstage」                    |              |
| 2023            | 窓辺の女の向かいの家の女 The Woman in the House Across the Street from the Girl in the Window | Anna Whitaker              | ミニシリーズ メインキャスト                                                | N/A          |
| 2023            | ズートピア+ Zootopia+                                                                         | プリシラ                   | 声の出演                                                                   | 近藤唯       |
| 2023            | ストーリーボットがこたえるよ StoryBots: Answer Time                                           | Ms. Cafeteria Worker Lady  | 声の出演                                                                   |              |
| 2024-           | こんなのみんなイヤ! Nobody Wants This                                                         | Joanne                     | メインキャスト                                                             |              |
| 2024            | グランパは新米スパイ A Man on the Inside                                                      | エキストラ                 | カメオ出演                                                                 |              |

### ゲーム
- アサシン クリードシリーズ - ルーシー・スティルマン 役（モデル、声優）
  - アサシン クリード
  - Saints Row